# Инфаркт таламуса
Инфаркт таламуса — заболевание или патологическое состояние, развивающееся вследствие тромбоза одной из артерий таламуса и возникающей при этом ишемии и гипоксии соответствующего участка таламуса, кровоснабжаемого этой артерией. При этом происходит повреждение и гибель нейронов, оказавшихся в зоне ишемического поражения. Так, например, тромбоз артерии Першерона приводит к двустороннему парамедианному инфаркту таламуса. Инфаркт таламуса является разновидностью ишемического инсульта.

## Клиническая симптоматика
В зависимости от поражения тех или иных ядер таламуса, и от выполняемых конкретными ядрами физиологических функций, инфаркт таламуса может сопровождаться различными симптомами. Например, тромбоз таламо-коленчатой артерии вызывает повреждение вентрального постеролатерального ядра таламуса. Это приводит к нарушению работы соматосенсорной системы, в частности системы ноцицепции (системы ощущения боли) и системы тактильного чувства, и к развитию классического таламического синдрома, или, иначе, синдрома Дежерина-Русси, синдрома таламической боли, синдрома таламической каузалгии.
Одно- или, чаще, двусторонняя ишемия области, кровоснабжаемой парамедианной артерией, может вызвать серьёзные проблемы с регуляцией двигательных, глазодвигательных и речевых функций, вплоть до развития атаксии или акинетического мутизма (немоты и неподвижности), или паралича взора. Это состояние предложено называть парамедианным таламическим синдромом.
Инфаркт таламуса, приводящий к повреждению сосцевидно-таламического пути или других таламо-гиппокампальных связей, может привести к развитию Корсаковского синдрома, который в этом случае часто называют «таламической амнезией» или «таламической деменцией».
Инфаркт таламуса, приводящий к повреждению его диффузно-проекционных ядер, ответственных за регуляцию уровня сознания, уровня возбуждения ЦНС, общего уровня активности, циклов сна и бодрствования, концентрации внимания, может привести к летаргическому сну или коме.
Инфаркт таламуса, наряду с другими причинами повреждения таламуса, также может являться одной из причин возникновения таламокортикальной дизритмии.

## История
Ещё в 1825 году Джон Хантер описал пациента с прогрессирующей после инсульта одновременной постепенной потерей зрения, слуха и тактильной чувствительности на протяжении 3-х лет. После смерти пациента на аутопсии обнаружилось размягчение вещества мозга, ограниченное двумя половинками таламуса. Другие участки мозга при этом не были затронуты патологическим процессом. В 1837 году похожий случай описал Ричард Брайт.
Людвиг Тюрк в 1859 году описал нескольких пациентов, у которых ишемическое повреждение одной из половинок таламуса приводило к потере или снижению чувствительности на противоположной стороне тела. Аналогичные наблюдения были сделаны в 1875 году шотландским психиатром сэром Джеймсом Крайтон-Брауном, Жюлем Бернаром Люисом в 1865 году, и в серии последовательных публикаций от 1864, 1866 и 1875 годов знаменитым британским неврологом Джоном Хьюлингсом Джексоном, тем самым, в честь которого названа «джексоновская эпилепсия».
Случай, описанный Джексоном в 1866 году, особенно интересен тем, что очень хорошо документирован. В этом случае обнаруженное на аутопсии поражение правой подушки таламуса (правого пульвинара) и прилегающих к ней частей таламуса не сопровождалось какими-либо поражениями других участков мозга. У пациента с этим поражением при жизни наблюдались сниженная тактильная чувствительность на противоположной (левой) стороне тела, слабость левой ноги, гемианопсия (выпадение левых половин полей зрения обоих глаз), и, возможно (в чём ни сам пациент, ни Джексон были не уверены) также снижение слуховой, обонятельной и вкусовой чувствительности с левой стороны.